# Agente extintor de incendios

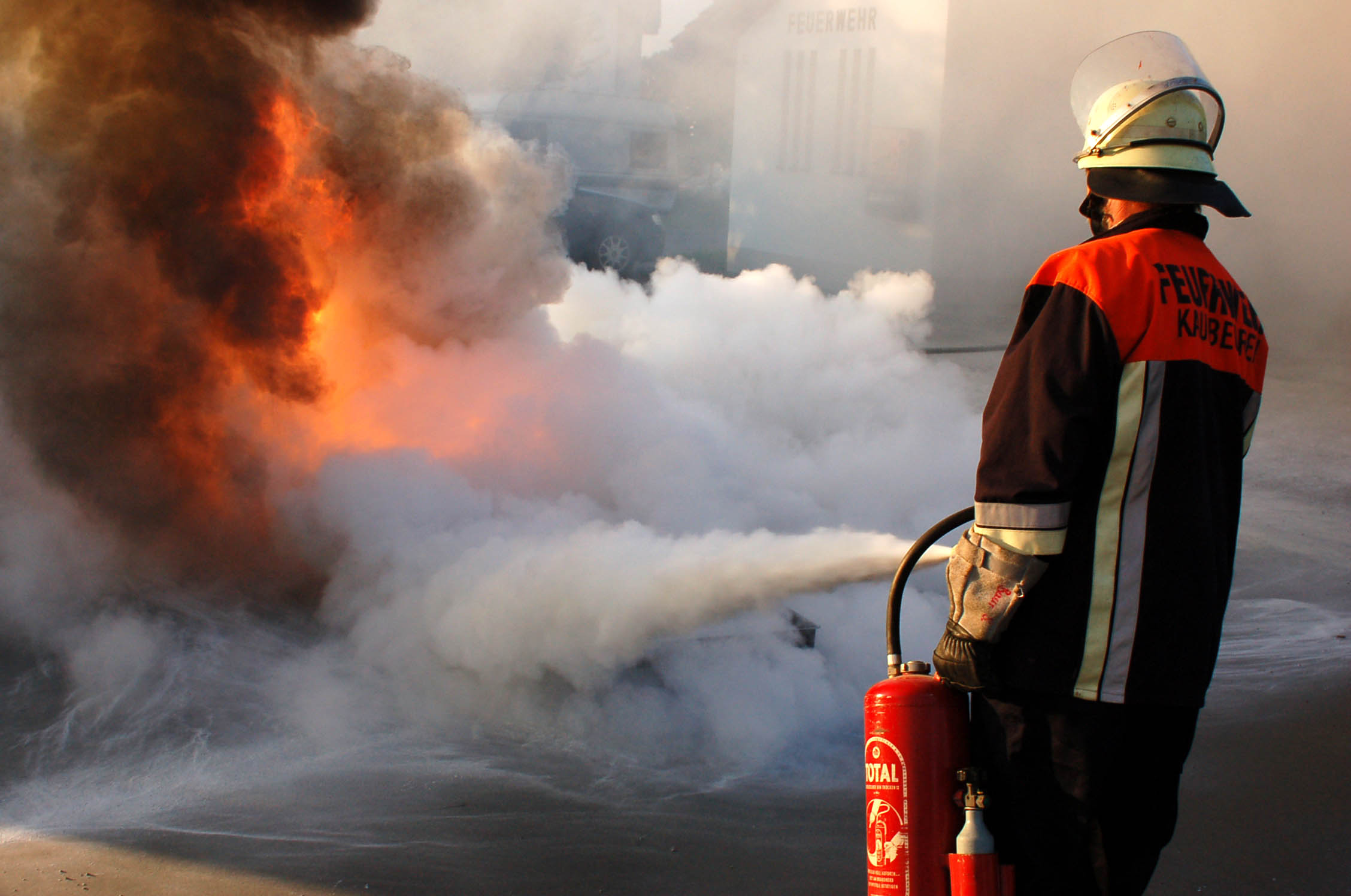
Bombero con un extintor de polvo cargado.

Agentes extintores son aquellas sustancias que, gracias a sus propiedades físicas o químicas, se emplean para apagar el fuego (generalmente en los incendios).

## Modo de actuación
A partir del triángulo o tetraedro del fuego se puede explicar el modo en que actúan los agentes extintores, que es de cuatro modos, cada  una de las caras del tetraedro, o como combinación de ellos:
- Por enfriamiento (contra el calor).
- Por sofocación (aislando el combustible del comburente -del oxígeno del aire-).
- Eliminando el combustible.
- Actuando directamente sobre la reacción química, como inhibidor.

## Agentes
Los agentes más comunes son:
- Agua, a chorro o pulverizada. Actúa por enfriamiento, dado el calor específico del agua y el elevado calor latente de vaporización que tiene. El agua pulverizada también puede actuar por sofocación al impedir el contacto del combustible con el oxígeno.

En extintores (pulverizada), con rociadores o con bocas de incendio (a chorro en ambos).
- Espuma, química o física. Actúan por enfriamiento y por sofocación, aislando el combustible del oxígeno del aire.

En extintores, con rociadores
- Nieve carbónica (CO2 enfriado por descompresión brusca). Como los anteriores, actúa por enfriamiento y sofocación, ya que el CO2 es más denso que el aire y no es comburente.

En extintores, con rociadores
- Polvo químico, o polvo BC (que es una sustancia tan conocida como el bicarbonato). Actúa como catalizador, inhibiendo la reacción de combustión (ejercen su poder de extinción por efecto de supresión de la reacción química).

En extintores y con rociadores.
- Polvo universal o polvo ABC

En extintores y con rociadores.
- Halogenados: eran muy efectivos, pero está prohibido su uso y fabricación porque afecta a la capa de ozono.

La utilización de cada uno de ellos depende de la clase de fuego de las materias susceptibles de incendiarse y, en muchos casos, de que el agente no estropee los objetos no alcanzados por el fuego (como ocurriría con los libros de una biblioteca si se utilizase agua).

## Estados de los agentes extintores
1. Móviles
2. Portátiles
3. Sistemas Fijos
4. Extinciones